# Nataša Marčun Varda
Nataša Marčun Varda, slovenska zdravnica pediatrinja in univerzitetna profesorica, * 1967, Kranj.
Diplomirala je na Medicinski fakulteti v Ljubljani, kjer je leta 2008 na področju pediatrije tudi doktorirala. V pretekelosti je opravljala funkcijo predstojnice Klinike za pediatrijo na UKC Maribor, od leta 2022 pa je njegova strokovna direktorica.
Na Univerzi v Mariboru je od leta 2021 habilitirana v naziv redne profesorice in na Medicinski fakulteti in na Fakulteti za zdravstvene vede predava predmete s področja pediatrije.